# Mohamad Fityan

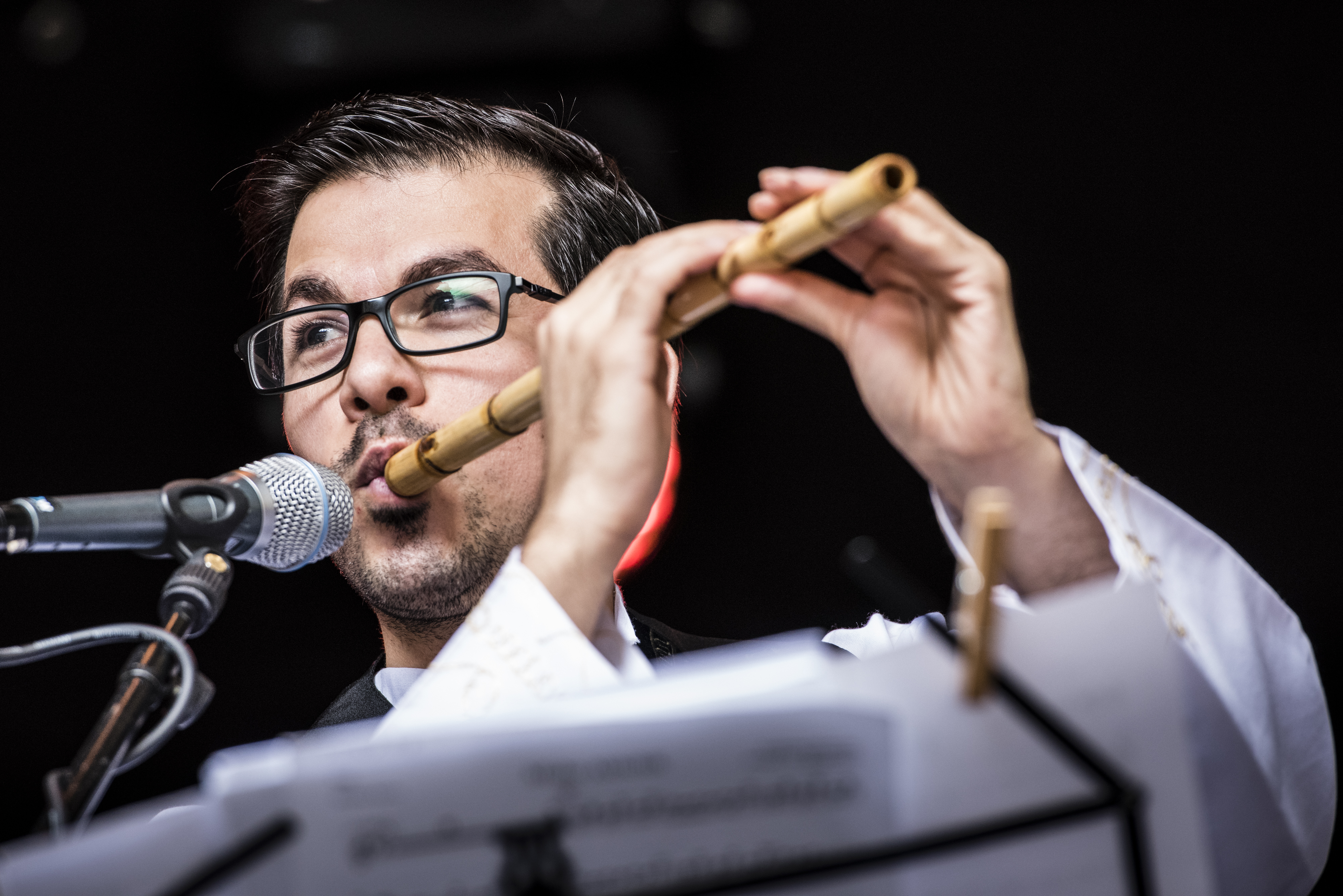
Mohamad Fityan

Mohamad Fityan (arabisch محمد فتيان, DMG Muḥammad Fityān; * 1. August 1984 in Aleppo, Syrien) ist ein syrischer Musiker und Komponist, der besonders für seine Virtuosität auf Nay und Kawala bekannt ist.

## Leben
Fityan absolvierte sein Studium bei Mohamad Kassas und Berj Kassis an der Hochschule für Musik in Damaskus und machte dort 2010 seinen Abschluss.
Als Solist war Fityan in vielen Ländern auf der ganzen Welt unterwegs und trat mit verschiedenen internationalen Orchestern, wie dem Syrischen Nationalorchester, der Syrischen Jazz Big Band, den Berliner Symphonikern, dem Fanfare du Loup Orchester, der Codarts & Royal Conservatory Big Band und dem Ensemble Sarband auf. Seine Musikkarriere führte ihn auf die Bühnen Europas, Asiens, Nordafrikas, des Mittleren Ostens und der Vereinigten Arabischen Emirate.
Neben seiner Konzerttätigkeit wirkte Fityan auch an verschiedenen Film-Soundtracks als Musiker auf Nay und Kawala mit.
2014 floh er vor dem Bürgerkrieg in seinem Heimatland Syrien und kam nach Berlin, wo er seither lebt. Er arbeitet auch mit vielen deutschen Musikern zusammen, so gründete er im Jahr 2016 mit drei Deutschen seine eigene Band, „Fityan“, deren erste EP Oriental Space war. Weiterhin ist er im Trickster Orchestra tätig.
Neben seiner Arbeit als Komponist und Musiker ist Mohamad Fityan als Musiklehrer tätig. In Syrien lehrte er unter anderem am Solhi al-Wadi Institut für Musik und im Rahmen des syrisch-niederländischen Projekts „Music in Me“, das von der UNRWA und den UNICEF SOS Kinderdörfern unterstützt wurde. In Deutschland unterrichtete er an der Orientalischen Sommerakademie und gründete 2018 eine eigene Online-Akademie für Nay und Kawala, „Fityan Academy“.

## Auszeichnungen und Ehrungen
- Best Nay Player Award, Wettbewerb der Syrian Youth Musicians in Syrien (2002).
- Best Conductor Award, Wettbewerb der Syrian Youth Musicians in Syrien (2003).
- Fityan war der erste Nay-Spieler, der solo beim Eröffnungskonzert des Syrian Jazz Big Band Orchesters im Schloss von Damaskus spielen durfte (2005).
- Fityan schrieb das erste Unterrichtsprogramm für Nay und Kawala in drei Sprachen: Arabisch, Englisch und Deutsch (2016).
- 2015 spielte Fityan auf persönliche Einladung des Scheichs Mohammed bin Rashid Al Maktoum, Premierminister der Vereinigten Arabischen Emirate, bei der Eröffnungszeremonie des Dubai World Cup Horse Race.

## Konzerte
Fityan spielt Konzerte auf der ganzen Welt, seine bisherige Karriere führte ihn neben Syrien, dem Libanon und Jordanien auch in die Vereinigten Arabischen Emirate, den Oman, Katar, den Maghreb (Ägypten, Tunesien, Algerien und Marokko), nach Aserbaidschan und Pakistan, und in zahlreiche europäische Länder, wie Deutschland, Frankreich, Belgien, Luxemburg, die Niederlande, Tschechien, Schweden, Österreich, Italien und Spanien.

## Solo-Auftritte
- Expat Philharmonie Orchester im Barocksaal Rostock 2018
- Unisono-Projekt mit den Berliner Symphonikern in der Philharmonie in Berlin, 2017.[3]
- Brüsseler Jazz Big Band Orchester in Brüssel, 2017.
- Fanfare du Loup Orchester in Genf, 2010, 2016 und 2017
- Syrisches Expat Philharmonie Orchester in Berlin, 2017.
- Jugendorchester der Bayerischen Philharmonie in München, 2016.
- Eröffnungskonzert des Dubai World Cup Horse Race in Dubai, 2015
- Syrisches Nationales Arabisches Orchester, 2006–2011.
- Syrisches Symphonieorchester, 2007
- Syrisches Jazz Big Band Orchester, 2005–2011.
- Rodrigo Classical Guitars Orchester in Damaskus, 2007.
- Sarband Ensemble, seit 2014
- Verschiedene Arabische Sänger und Sängerinnen, 2003–2013.
- Japanese Traditional Instruments Ensemble beim Silk Road Festival in Aleppo, 2002
- Solo-Nay-Konzert mit Begleitung der Mondo Band aus Girona, Spanien, 2005.
- Solo-Konzert mit Nay und Kawala beim Al Najma Alzahra International Festival in Tunis, 2008,
- Syrisches Zirkus-Schulprojekt mit syrischen und dänischen Musikern in Damaskus, 2009.
- John’s Gospel, Konzert mit dem Französischen Mediterranen Orchester beim Fez Festival of Sacred Music in Nizza und Damaskus, 2009; Komposition: Abed Azrié. • The Epic of Gilgamesh, Komposition: Abed Azrié, Tour in Frankreich und Deutschland, 2010.
- Doha Capital of Arab Culture Festival in Katar, 2010.
- Orchester des Higher Institute of Music in Zusammenarbeit mit der Austria Association for Contemporary Art & Music in Damaskus, 2010.
- Tamas Projekt, Tour durch Deutschland, mit Konzerten in Köln, Kassel, Düsseldorf und Mannheim, 2010.
- Konzert mit Abed Azrié im Arab World Institute in Paris, 2009 und 2010.
- GuitaNai, Fusion Band in Jordanien, 2013–2014.
- Festival Junger Künstler in Bayreuth, seit 2013.

## Kompositionen
- Monajat Andalusia, geschrieben für arabisches Orchester und inspiriert von der Andalusischen Poesie des Ibn Zaidoun.
- Kurd Samaie und Longa in zwei Versionen für traditionelle arabische Takht und für Nay und Orchester.
- My Sky (Fityan Band)
- Oriental Space (Fityan Band)
- Fantasie (Fityan Band)
- Love you Damascus (Fityan Band)
- Theatermusik für das Stück Antigun Immigration, Regie: Jihad Saad, aufgeführt in Syrien und im Rahmen von internationalen Festivals in Ägypten, Spanien, Tunesien und Pakistan, 2004
- Theatermusik für die Stücke Orchard Cherries (2005) und As You Like (2006), Regie: Ajaj Saleem (Dekan des Higher Institute of Theatrical Arts).
- Instrumentale Stücke für die Schüler des Solhi al-Wadi Orchesters, 2007–2012.
- Theatermusik für das Stück From Here to There, aufgeführt im Rahmen der Eröffnungszeremonie des Youth Theatrical Festival in Damaskus, 2007.
- Arrangement der antiken ugaritischen und phönizischen Musik, die auf Steintafeln in Ras Shamra gefunden wurde und auf das erste Jahrhundert vor Christus datiert wurde. Es handelt sich um die älteste syrische Musik, die heute gespielt werden kann. Mohamad Fityan war 2009 der erste Musiker, der diese Musik arrangierte und spielbar machte; professionell aufgenommen wurden die Stücke mit der Arasham Band 2009.
- Musik für Werbespots beim syrischen Radio „Arabesque“, 2010.
- Miss You, Pop-Song, 2012.

## Diskografie (Auswahl)
- Cymin Samawatie/Ketan Bhatti: Trickster Orchestra (ECM Records 2021)
- Fityan Band: Oriental Space, Live-EP, aufgenommen im SWR-Studio in Freiburg, Deutschland, 2018.
- Sarband Ensemble: What the World Needs Now (2018)
- Sarband Ensemble feat. Dorothee Oberlinger: A Breath from Paradise (2017)
- Abdelghani Elmassaoudi, Joss Turnbull, Mohamad Fityan, Matthias Kurth, Pablo Giw: Tamas (Ti-Records 2015)

weitere Aufnahmen
- Sarband Ensemble: Passio-Compassion, Konzertaufnahme im Royal Opera House, Maskat, Oman, 2014.
- Solo-Performance in der arabischen Show The Voice, MBC National TV Lebanon, 2014.
- The Epic of Gilgamesh, Komposition: Abed Azrié, Syrien und Frankreich, 2009.
- Ara-Sham, EP, aufgenommen in Syrien, 2010.
- John’s Gospel, Komposition: Abed Azrié, Syrien und Frankreich, 2009.
- Armenhagop, Kompositionen von Berj Kassis für das Armenische Symphonieorchester, Syrien, 2004.

## Unterrichtstätigkeit für Nay und Kawala
- Fityan Academy, seit 2018.
- Solhi al-Wadi Institut für Musik, Syrien, 2003–2013.
- Music in Me, syrisch-niederländisches Projekt, 2003–2013.
- Al-Assad Youth Music Institute, 2004–2013.
- UNICEF SOS-Kinderdörfer, 2007–2009.

## Musikalische Leitung
- Syrian Youth Band for Arabic Music in Syrien, 2007–2012.
- Nahawand, Band des al-Assad Youth Institute for Music in Syrien, 2005–2010.
- Asanina, Band aus Syrien, 2004–2010.
- Aleppo Musical Band für die Revolution Youth Union in Syrien, 2000–2003.

## Workshops
- Orientalische Sommerakademie in Sulzburg, Deutschland, seit 2015[4]
- Nay & Kawala Online Workshop, seit 2017
- Nay and Kawala International Workshop seit 2018
- Exchange Experience Workshops mit Pedro Eustache (Flötist aus Venezuela) und Ali Tufuktchi (Nay-Meister aus der Türkei)